# 쓰가루 해협 페리
쓰가루 해협 페리(일본어: 津軽海峡フェリー)는 일본의 해운회사이다. 홋카이도 하코다테시에 본사가 있다.

## 항로
- 하코다테항 - 아오모리항
- 하코다테항 - 오마항
- 무로란항 - 아오모리항